# Francos

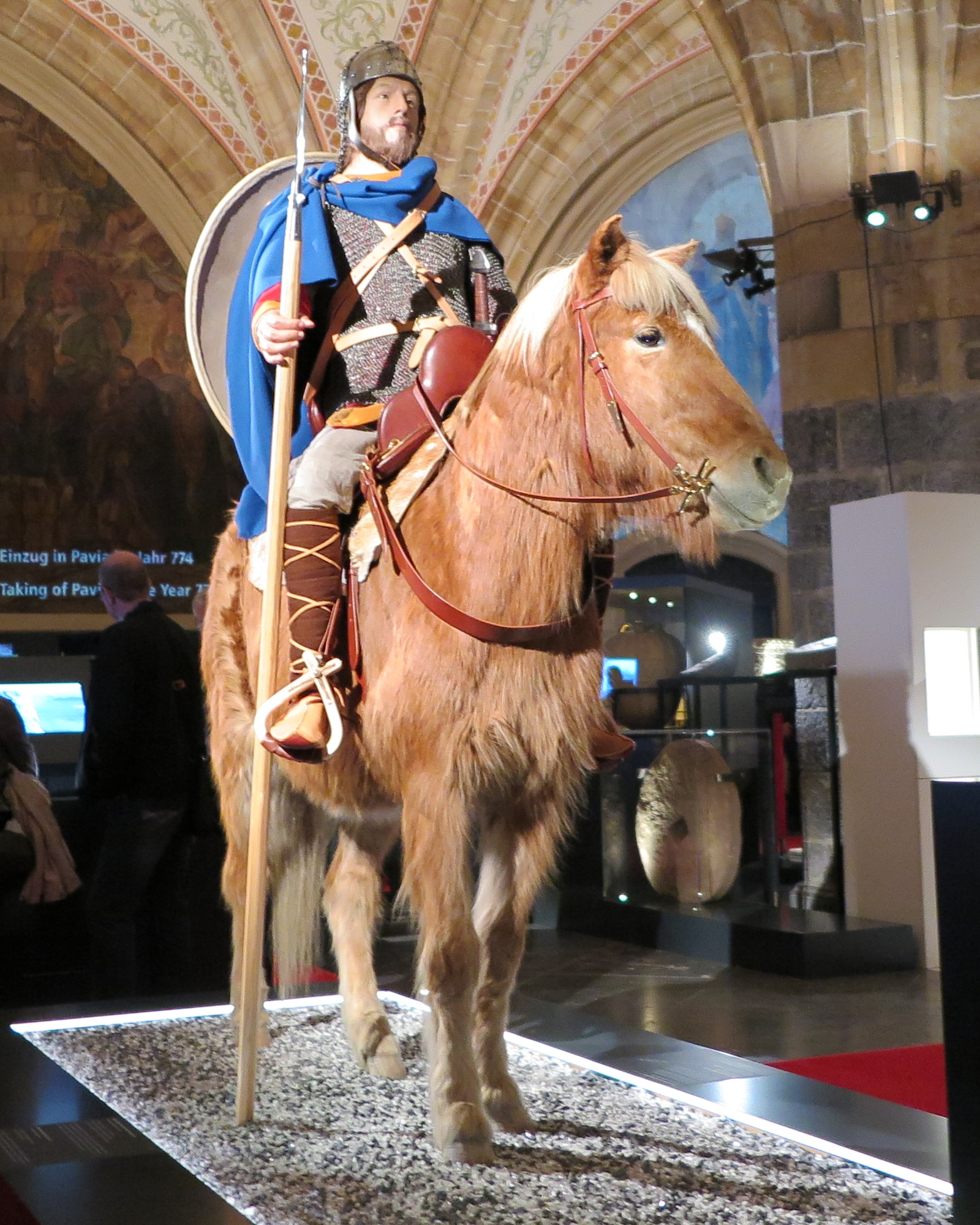
Reconstituição de um antigo guerreiro franco

Os francos formavam uma das tribos germânicas que adentraram o espaço do  Império Romano a partir da Frísia como federados e estabeleceram um reino duradouro na área que cobre a maior parte da França dos dias de hoje e na região da Francônia na Alemanha, formando a semente histórica de ambos esses países modernos.
O Reino Franco passou por várias partilhas e repartições, já que os francos dividiam sua propriedade entre os filhos sobreviventes. Essa prática explica em parte a dificuldade de descrever com precisão as datas e limites físicos de quaisquer um dos reinos francos e quem reinou sobre as várias seções. A retração da alfabetização enquanto os francos reinaram agrava o problema: eles produziram poucos registros escritos. Em essência, no entanto, duas dinastias de líderes sucederam uma a outra, primeiro os merovíngios e depois os carolíngios.
Hoje em dia, os nomes alemão e holandês para a França são Frankreich e Frankrijk, respectivamente, ambos significando "Reino dos Francos".

## Etimologia
A palavra franco significava "livre" na língua frâncica. A liberdade não se estendia às mulheres ou à população de escravos que se instalou junto com os francos livres. Inicialmente havia duas subdivisões principais entre os francos: os francos sálios ("salgado") e os ripuários ("rio"). Por volta do século IX essa divisão havia se tornado virtualmente inexistente, mas continuou por algum tempo a ter implicações para o sistema legal sob o qual a pessoa poderia ser julgada.

## Os primeiros francos

Distribuição das tribos francas (em verde) na fronteira do Império Romano no século III

A história dos primeiros francos permanece relativamente indistinta. A principal fonte, o cronista galo-romano Gregório de Tours, cuja História dos Francos cobre todo o período até 594, cita outras fontes de resto perdidas como Sulpício Alexandre e Frigérido e se aproveita do contato pessoal de Gregório com muitos francos famosos. Além da História de Gregório há outras fontes romanas, tais como Amiano e Sidónio Apolinário.
Estudiosos modernos do período das migrações sugerem que o povo franco emergiu da unificação de vários grupos menores de germânicos (Usípetes, Tencteros, Sicambros e Brúcteros) habitando o vale do Reno e as terras imediatamente ao leste, um desenvolvimento social relacionado talvez à crescente desordem e revolta vivenciada na área como resultado da guerra entre Roma e os Marcomanos, que começou em 166, e os conflitos subsequentes do final do século II e o III. Por sua vez, Gregório declara que os francos viveram originalmente na Panônia e mais tarde se estabeleceram nas margens do Reno. Uma região no nordeste da Holanda — norte da antiga fronteira do Império Romano — tem o nome de Salândia, e pode ter recebido esse nome dos sálios.
Por volta de 250 um grupo de francos, tomando vantagem do enfraquecimento do Império Romano, penetrou até Tarragona, na Espanha atual, atormentando a região por cerca de uma década até ser subjugado e expulso por forças romanas. Cerca de quarenta anos mais tarde, os francos tiveram a região de Scheldt sob seu controle e interferiram com os canais para a Britânia; as forças romanas pacificaram a região, mas não expulsaram os francos.

## Reino Franco
O Reino Franco, ou Frância, foi o território habitado e governado pelos francos na Antiguidade Tardia e Alta Idade Média, cujo primeiro rei foi Clóvis I, coroado rei dos francos em 496. Para fins historiográficos, considera que este reino durou desde 481, com a ascensão de Clóvis I como o primeiro rei merovíngio, até 843, quando o Tratado de Verdun dividiu o reino carolíngio em três partes. O reino Carolíngio é do império franco.

## Dinastia capetiana e cruzadas

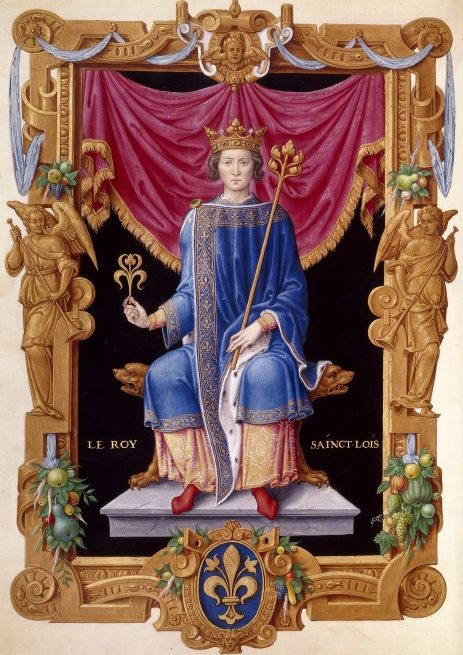
São Luís, na Biblioteca Nacional de França.

É difícil estabelecer quando os povos da França deixaram de se denominar "francos" para a forma "franceses" atual. Até ao século XIII, os reis da dinastia capetiana de França continuar-se-iam a intitular rex Francorum (rei dos Francos). O termo rex Franciæ (rei de França) surgiria em um documento de 1204 no reinado de Filipe II de França e a sua utilização foi gradual, mas seria só o neto deste, São Luís, que alteraria o título oficial do monarca para rei de França.
Do mesmo modo, habitantes do reino da França e dos antigos territórios do Império Carolíngio continuaram a intitular-se de francos. No início da dinastia capetiana, grande parte da atual França apenas reconhecia uma suserania nominal ao rei, que não tinha poder efetivo sob os senhores feudais seus súbditos. Estas populações intitulavam-se burgúndios (do Ducado da Borgonha), normandos (do Ducado da Normandia), aquitanos (do Ducado da Aquitânia), ou angevinos (do Condado de Anjou), por exemplo.

Os estados cruzados no Levante.

Com o advento da Primeira Cruzada no final do século XI, Hugo I de Vermandois, irmão do rei Filipe I de França, comandou um contingente de cruzados dos domínios capetianos. Outros contingentes incluíam os lorenos de Godofredo de Bulhão, bolonheses de Eustácio III e Balduíno de Bolonha, provençais de Raimundo IV de Tolosa.
Do mesmo modo que a metade da Cruzada Popular liderada por Pedro o Eremita e Gualtério Sem-Haveres, estes cruzados poderiam intitular-se francos, como exemplificam as crónicas cruzadas Historia Francorum qui ceperint Iherusalem e Dei gesta per Francos.
Devido às conquistas cruzadas no Levante, criaram-se quatro estados cruzados. O Reino de Jerusalém e o Condado de Edessa foram dominados por dinastias descendentes do Condado de Bolonha, o Condado de Trípoli pelo Condado de Tolosa, e o Principado de Antioquia por normandos do sul da Itália. Com a exceção deste último, estes peregrinos colonos chamavam-se a si próprios francos.
Deste modo, os povos do oriente (muçulmanos, bizantinos e arménios) chamavam todos cruzados ocidentais pelo etnónimo de francos (al-Faranj ou franj em árabe, farangi em persa, Frenk em turco, Feringhi em hindustano, Frangos em grego, ou Falangji em chinês).